# أبجدية مالاي
أبجدية مالاي الحديثة هي أبجدية مستخدمة في كل من دولة بروناي، وماليزيا وسنغافورة)، تتكون من 26 حرف.